# Haplinis chiltoni
Haplinis chiltoni là một loài nhện trong họ Linyphiidae.
Loài này thuộc chi Haplinis. Haplinis chiltoni được Henry Roughton Hogg miêu tả năm 1911.